# Державний лад Ватикану
Ватикан — суверенна держава, абсолютна теократична монархія, якою керує Святий Престол. Суверенітет Ватикану визначено Латеранськими договорами 11 лютого 1929 р., укладеного між Святим Престолом та Італією. Ватикан не має формальної конституції. Де-факто ці функції виконують Конституційні факти держави-міста Ватикан від 7 червня 1929 р. (Основний закон держави-міста Ватикан), Закон про джерела права та інші закони) і Апостольська Конституція від 15 серпня 1967 р., яка називається «Regimini Ecclesiae Universae» і містить реформу Римської курії (набрала чинності 1 березня 1968 р.). У лютому 1996 року Папа Іван-Павло II видав нову Апостольську Конституцію «Вся паства Господа», яка містить нові правила спадкоємця Святого Престолу.

## Голова держави

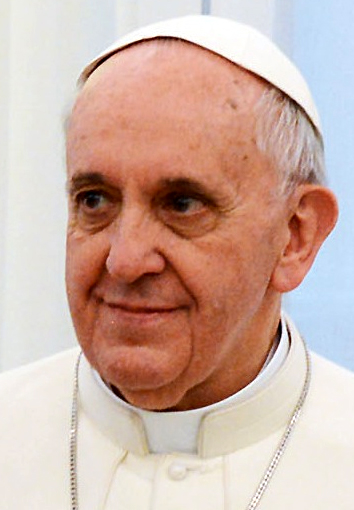
Франциск — нинішній Глава Ватикану

Папа Римський — голова Ватикану. Папа Римський обирається довічно, Колегією кардиналів на спеціальних зібраннях — конклавах, після смерті попередника (або після зречення останнього). У період коли Святий Престол вакантний (Sede vacante) функції голови держави виконує Колегія кардиналів.
Нині Голова держави-міста Ватикан — 266-й Папа Римський Франциск, у миру Хорхе Маріо Берґольйо (лат. Franciscus)), обраний 13 березня 2013 року, інтронізація відбулась 19 березня 2013 року.
Уся верховна законодавча, виконавча і судова влада належить Папі Римському. Одночасно він є видимим головою Католицької Церкви і Святого Престолу.
Колегія кардиналів (лат. Collegio Cardinalizio — дорадчий орган при Папі, який збирається для обговорення і вирішення найважливіших питань церковних справ. Кардинали призначаються Папою довічно. Кількість кардиналів непостійна.

## Виконавча влада

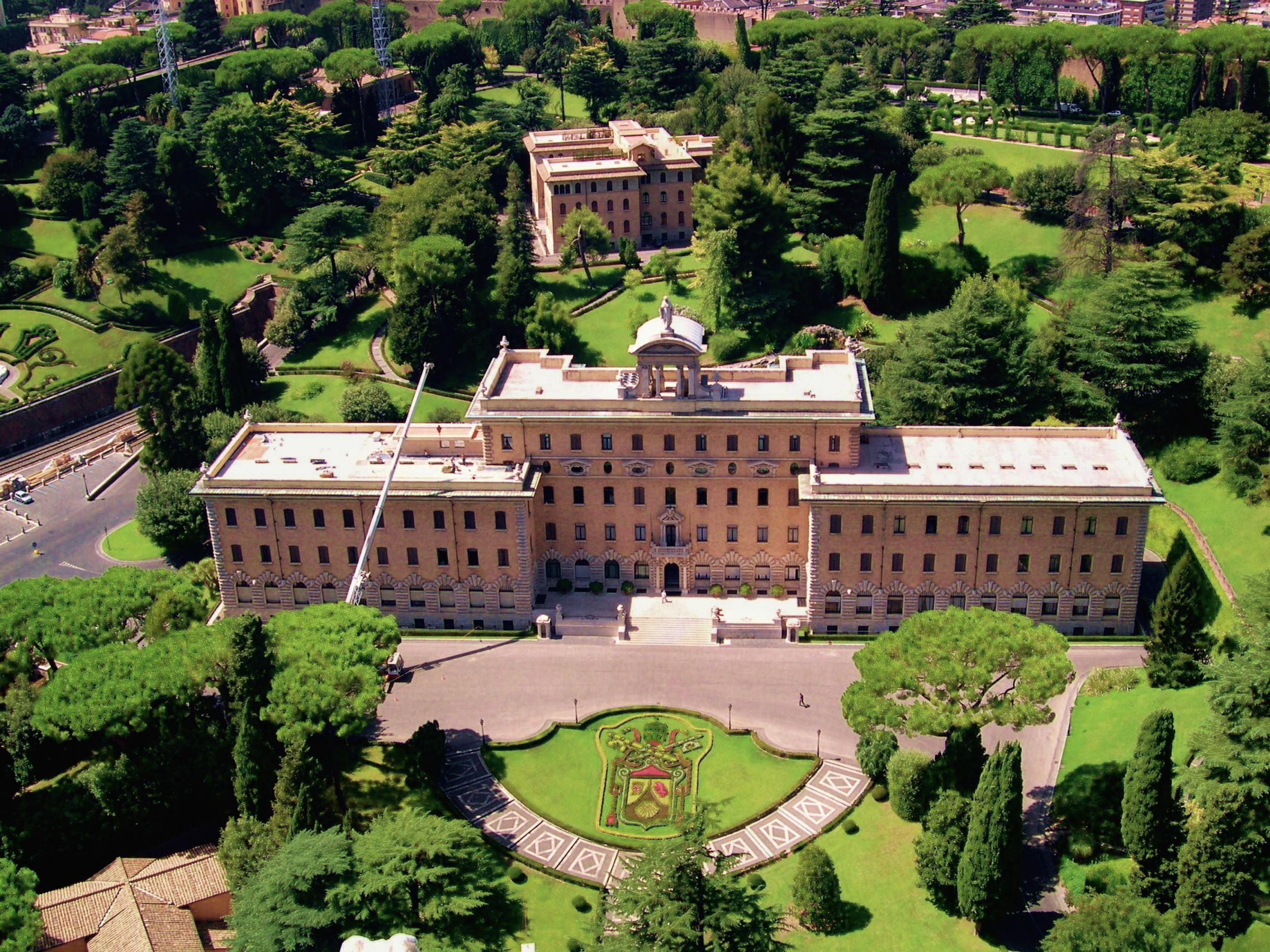
Будівля Римської курії

Римська курія (лат. Curia Romana) здійснює керівництво політичною, економічною та релігійною діяльністю Ватикану і Церкви. Вона є свого роду центральним урядом Католицької Церкви. До її складу входять 3 трибунали і 9 священних конгрегацій, ряд папських рад і комісій. Кожна конгрегація очолюється префектом. Члени Римської курії повинні йти у відставку зі смертю Папи або по досягненню 75 років.

### Державний секретаріат
Державний секретаріат (італ. Segreteria di Stato). Посаду Державного Секретаря зараз займає Тарчізіо Бертоне (італ. Tarcisio Bertone), призначений 26 червня 2006 року.
Заступник Секретаря у загальних справах — Джованні Анджело Беччу (італ. Giovanni Angelo Becciu), призначений 10 травня 2011 р.
Секретар по відносинах з державами — архієпископ Домінік Мамберті фр. Dominigue Mamberti, призначений 15 вересня 2006 р.

### Конгрегації
- Конгрегація з питань віровчення (італ. Congregazione per la Dottrina della Fede). Префект — архієпископ Герхард Людвіг Мюллер (нім. Gerhard Ludwsg Müller), призначений 2 липня 2012 р.
- Конгрегація з проблем єпископів (італ. Congregazione per i Vescovi). Префект — кардинал Марк Уелле (фр. Marc Ouellet), призначений 30 червня 2010 р..
- Конгрегація східних церкв (італ. Sacra Congregazione per le Chiese Orientali). Префект — кардинал Леонардо Сандрі (ісп. Leonardo Sandri), призначений 9 червня 2007 р.
- Конгрегація Богослужіння і дисципліни Таїнств (італ. Congregazione per il Culto Divino e la Disciplina dei Sacramenti). Префект — кардинал Антоніо Каньїсарес Льовера (ісп. Antonio Canizares Llovera), призначений 9 грудня 2008 року.
- Конгрегація в справах духівництва (італ. Congregazione per il Clero). Префект — архієпископ Мауро П'яченца (італ. Mauro Piacenza), призначений 7 жовтня 2007 р.
- Конгрегація у справах Інститутів Богопосвяченого життя і Товариств Апостольського життя (італ. Congregazione per gli Istituti di Vita Consacrata e le Societa di Vita Apostolica). Префект — кардинал Жоау Брас де Авіс (порт. João Bráz de Aviz), призначений 4 січня 2011 р.
- Конгрегація з канонізації святих (італ. Congregazione delle Cause dei Santi). Префект — кардинал Анджело Амато (італ. Angelo Amato), призначений 9 липня 2008 р.
- Конгрегація Католицької освіти (італ. Congregazione per l'Educazione Cattolica). Префект — кардинал Зенон Грохолевський (пол. Crocholewski Zenon), призначений 15 листопада 1999 р.